# Francolor-Abkommen
Das Francolor-Abkommen war ein Vertrag zwischen der I.G. Farben und französischen Industriellen während der Deutschen Besetzung Frankreichs im Zweiten Weltkrieg. Er übereignete der I.G. Farben einen Anteil von 51 % an der französischen Farbstoffindustrie. Im Gegenzug erhielt diese weniger als 1 % Aktien der I.G. Farben. Im I.G.-Farben-Prozess wurden Vertreter der I.G. Farben dafür wegen Plünderung und Raub verurteilt.

## Treffen am 21. November 1940
Am 21. November 1940 fand unter der offiziellen Ägide der Waffenstillstandskommission ein Treffen in Wiesbaden statt. Den Vorsitz führte Botschaftsrat Hans Richard Hemmen. Von der I.G. Farben erschienen u. a. Georg von Schnitzler, Fritz ter Meer, Hans Kugler und von französischer Seite Duchemin, Thesmar und Castes.
Laut dem Urteil im I.G.-Farben-Prozess war die „Stimmung“ dieser Sitzung davon geprägt, dass die französische Farbstoffindustrie völlig der Gnade oder Ungnade der deutschen Besatzungsmacht ausgeliefert war und die deutschen Vertreter in „hochmütigen“ Worten sprachen. Hemmen schlug nach einer Aussage im Prozess „sehr harte Töne an, so hart, daß v. Schnitzler und Kugler darüber etwas ungehalten waren“.
Auf dem Treffen wurde ein Memorandum verlesen und den Franzosen ausgehändigt, in dem es hieß:

„Der Führungsanspruch der deutschen Teerfarbenindustrie im europäischen Raum ergibt sich einmal aus der geschichtlichen Entwicklung, zum andern aus der Tatsache, daß bis zum Kriegsausbruch 1939 die deutsche Teerfarbenindustrie rund 55–60 % der Weltfarbenausfuhr bestritt. Ferner ist die I.G. ohne Unterbrechung der alleinbestimmende Faktor in der internationalen Preisstellung gewesen.“

Im Namen der Franzosen wies Duchemin auf das für beide Seiten vorteilhafte gemeinsame Kartellabkommen von 1927 hin und zitierte aus von Schnitzlers Lobrede auf dieses Abkommen anlässlich seines zehnjährigen Bestehens im Jahre 1937:

„Neben den großen Verträgen über Eisen und Kali ist daher mit Recht der Farbenvertrag stets als einer der Kernpunkte der Grundfragen deutsch-französischer Wirtschaftsverständigung angesehen worden.“

In einem Bericht über eine Besprechung mit Duchemin am 14. Dezember 1940 schrieb ein Verbindungsmann der I.G.:

„Duchemin erwiderte, daß auch die französische Regierung der Ansicht sei, daß in dem Wiesbadener Memorandum der Geist der ‚collaboration’ wenig zu verspüren sei und die I.G. viel verlange und wenig biete [...] Das Verlangen der I.G. gehe zu weit und lieber lasse er sich die ‚Hand ab schneiden als ein solches Abkommen zu unterzeichnen.’“

## Entscheidung
Der Leiter des französischen Produktionsministerium Pucheux erklärte in einer Konferenz am 6. März 1941,

„[er könne] als verantwortlicher Leiter des Produktionsministeriums, obwohl er für eine intensive deutsch-französische Zusammenarbeit eintrete, Marschall Pétain nicht vorschlagen, eine 51%ige Beteiligung einer ausländischen Gruppe für eine solch bedeutende Schlüsselindustrie, wie die der Farbstoffe, zu überlassen. Die französische Regierung könne einer 51%igen Beteiligung daher nicht zustimmen, ohne zu befürchten, daß dem Produktionsministerium von der Volksmeinung zu große Vorwürfe und Schwierigkeiten gemacht würden.“

Am 14. März 1941 stimmte das französische Produktionsministerium dann doch zu und am 18. November 1941 wurde die Satzung der neuen deutsch-französischen Farbstoffgesellschaft „Société Anonyme de Matières Colorantes et Produits Chimiques Francolor“ unterzeichnet, in der die gesamte französische Farbstoffindustrie zusammengefasst wurde und die I.G. 51 % des Aktienkapitals erhielt. Das Gründungskapital betrug 800 Millionen Francs.

## Beurteilung
Die Richter im I.G.-Farben-Prozess kamen zu dem Urteil:

„Die Angeklagten haben geltend gemacht, daß das Francolor-Abkommen das Ergebnis freier Verhandlungen darstellte, und daß es für die französischen Interessenten von praktischem Nutzen gewesen sei. Wie bereits erörtert, liegen überwältigende Beweise dafür vor, daß die Zustimmung der Franzosen zu dem Francolor-Abkommen nur unter Druck und Zwang erreicht worden ist. [...] Wir sind der Auffassung, daß bei der Francolor-Transaktion Zwang und Druck in hohem Maße angewendet worden ist; die Verletzung der Haager Landkriegsordnung ist somit klar erwiesen.“

Der Historiker Dietrich Eichholtz beurteilt es als „das größte Beutegeschäft, das im Westen ein einzelner deutscher Konzern machte“.
Für Adam Tooze verschaffte sich die IG Farben die Kontrolle lediglich über ihre „langjährigen Kontakte zum internationalen Farbstoffkartell“.